# Trichogomphus galeatus
Trichogomphus galeatus är en skalbaggsart som beskrevs av Roger Paul Dechambre 1996. Trichogomphus galeatus ingår i släktet Trichogomphus och familjen Dynastidae. Inga underarter finns listade i Catalogue of Life.